# Lijn 11 (metro van Barcelona)

Logo lijn 11

Lijn 11, of ook wel afgekort L11, is een lightrail-lijn in de stad Barcelona, onderdeel van de metro van Barcelona.  De kleur van de lijn zoals aangegeven staat op signalisatie en plattegronden is lichtgroen. De lijn opende in 2003 en telt maar vijf stations, op een traject van twee kilometer. Overstappen op een andere metrolijn is alleen mogelijk in het zuidelijke eindstation Trinitat Nova. Verder kan men overstappen op de Cercanías Barcelona.
Vanaf het knooppunt Trinitat Nova loopt het traject naar Can Cuiàs.

## Route
Deze lijn ligt in het noordoosten van de stad en gaat verder waar Lijn 4 stopt. Eigenlijk is er geen sprake van een metrolijn, maar van een lightrail. Totale reistijd van Trinitat Nova naar Can Cuiàs bedraagt zes minuten.
De stations van de metrolijn zijn:
- Trinitat Nova
- Casa de l'Aigua
- Torre Baró-Vallbona
- Ciutat Meridiana
- Can Cuiàs

## Technische gegevens
| Kleur op de kaart            | Lichtgroen                              |
| Aantal stations              | 5                                       |
| Type                         | Lightrail                               |
| Lengte                       | 2.1 kilometer                           |
| Rollend materieel            | 500 series                              |
| Gebieden                     | Montcada i Reixac en Barcelona          |
| Reistijd                     | 6 minuten                               |
| Spoorbreedte                 | 1.435 meter                             |
| Aandrijving                  | Elektriciteit                           |
| Voeding                      | Bovenleiding (1500 volt gelijkspanning) |
| Bovengrondse gedeelten       | Vallbona)                               |
| Dekking voor mobile telefoon | Heel traject                            |
| Depots                       | Trinitat Nova                           |
| Uitvoerder                   | TMB                                     |

## Toekomst
In de toekomst zou metrolijn 11 uitgerust gaan worden met metrostellen zonder bestuurder, zoals ook de lijnen L9 en L10 al hebben. Ook is er sprake van doortrekken naar Ripollet en Cerdanyola del Vallès